# Carl Feer-Herzog

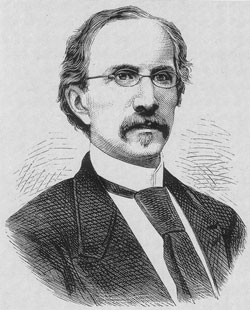
Carl Feer-Herzog

Carl Feer-Herzog (* 23. Oktober 1820 in Rixheim, Elsass; † 14. Januar 1880 in Aarau) war ein Schweizer Politiker, Unternehmer und Eisenbahnpionier. Er gilt als einer der bedeutendsten Wirtschaftsförderer der Schweiz des 19. Jahrhunderts.

## Biografie
Feer-Herzog absolvierte ein technisch-naturwissenschaftliches Studium, zuerst an der Universität Genf, dann an der École centrale des arts et manufactures in Paris. In seiner Studienzeit trat er dem Schweizerischen Zofingerverein bei. 1841 trat er in die Seidenbandfabrik seines Vaters in Aarau ein und wurde 1845 Teilhaber und kaufmännischer Direktor. In der Folge erwarb er ein grosses Vermögen und verkaufte 1865 seine Anteile an seine Brüder.
1852 begann er seine politische Karriere, als er in den Grossen Rat gewählt wurde. Er gehörte diesem bis zu seinem Tod im Jahr 1880 an und war zweimal Präsident (1855/56 und 1872/73). Gleichzeitig war er Nationalrat (1857–1880) und 1874 Nationalratspräsident. Er gehörte der liberalen Fraktion an.
Carl Feer-Herzog war ein Förderer des Bankwesens und des Eisenbahnbaus. 1854 war er Mitbegründer der halbstaatlichen „Aargauischen Bank“, die 1913 in die Aargauische Kantonalbank umgewandelt wurde, und war bis 1880 deren Präsident. Ausserdem sass er im Verwaltungsrat des Bankvereins. 1852 gehörte er zu den Mitbegründern der Schweizerischen Centralbahn und war von 1860 bis 1880 deren Vizepräsident. Die Gotthardbahn-Gesellschaft präsidierte er von 1871 bis 1880.
Der Befürworter des Freihandels war von 1864 bis 1873 Unterhändler in Wirtschaftsfragen und handelte in dieser Funktion Handelsverträge mit Frankreich, Italien, Österreich-Ungarn, dem Norddeutschen Bund, Spanien, Russland, Persien und Portugal aus. An den Konferenzen der Lateinischen Münzunion war er ein Verfechter des Goldstandards, er galt international als Experte in Währungsfragen.
Er war mit Caroline Herzog verheiratet, der Enkelin des bedeutenden Aargauer Politikers Johannes Herzog, und hatte sechs Kinder. Nach dem Tod kam seine Fachbibliothek mit zahlreichen zeitgenössischen Werken zu währungs- und wirtschaftlichenpolitischen Fragen in die Aargauer Kantonsbibliothek.